# فرانكي إدغار
فرانكي إدغار (بالإنجليزية: Frankie Edgar) هو فنان قتال مختلط أمريكي، ولد في 16 أكتوبر 1981 في تومز ريفر ‏ في الولايات المتحدة.

## وصلات خارجية
- الموقع الرسمي
- فرانكي إدغار على موقع يو إف سي (الإنجليزية)
- فرانكي إدغار على موقع شيردوغ (الإنجليزية)
- فرانكي إدغار على موقع Tapology.com (الإنجليزية)
- فرانكي إدغار على موقع IMDb (الإنجليزية)
- فرانكي إدغار على موقع قاعدة بيانات الفيلم (الإنجليزية)